# 桃色幸運草Z
桃色幸運草Z（日語：ももいろクローバーZ，又稱：、桃草）是藝人事務所星尘星球（星塵傳播旗下子公司）於2008年組成的日本女子偶像組合，目前成員為百田夏菜子、玉井詩織、佐佐木彩夏、高城蕾妮等4人。於2010年5月5日推出第一張主流市場單曲《行動吧！怪盜少女》，2017年團隊開始主持大型除夕音樂節目桃色歌合戰。

## 團體特色
標誌性動作是用手指在空氣中寫出「Z」字後往前揮出。自組成以来一直以出演NHK红白歌合战為目標，已在2012年的第63回NHK紅白歌合戰完成。2013年元旦，組合宣布以「在國立霞丘陸上競技場舉行演唱會」為新目標，而此目标也在2014年3月完成，也搶先AKB48約14天成為首個在國立競技場舉行演唱會的女子偶像組合。
近年來，桃色幸運草Z的知名度已漸漸拓展到鄰近國家，並曾於法國、德國、美國、馬來西亞、中國等地演出，美國知名吉他手Marty Friedman亦是組合的粉絲，他更在2012年12月與台灣閃靈樂團主唱林昶佐組成鐵色克隆X翻唱桃色幸運草Z的十首歌曲。
2016年2月同時推出兩張專輯，包含新曲在內合計共26首歌曲。並在同年2月到4月首次在日本舉行全國巨蛋巡演（名古屋・札幌・大阪・福岡・西武）。
2019年聖誕，組合宣布以「在新國立競技場舉行演唱會」為新目標，並有計劃在2023年5月在新國立競技場舉辦成軍15年紀念演唱會。

## 概要
桃草在2008年5月17日開始活動，名字在使用近3年後因應前副隊長早見朱莉在2011年4月的退出更改為「桃色幸運草Z」，但官方並未解釋Z的含意，後再無成員變動。直至有安杏果在2018年1月21日畢業。

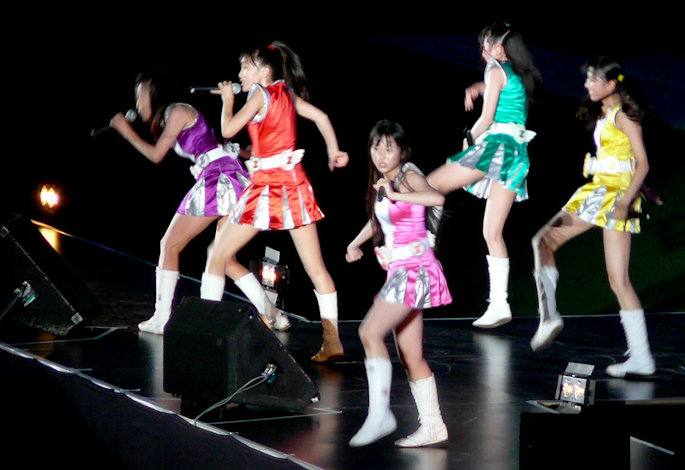
左起：高城蕾妮、百田夏菜子、佐佐木彩夏、有安杏果（已退出）、玉井詩織

一般來說，「Clover」是指三葉草，但由於官方英文團名「Momoiro Clover Z」中間有個四葉草標誌，因此團名中的「Clover」特指四葉草。同時由於通常在一萬株三葉草中才有一株四葉草，故四葉草在日本又名幸運草。
桃草早期以和風為主題，並以「週末女主角」（週末ヒロイン）為宣傳口號。「週末女主角」通常會與隊名連在一起說，例如「我們是現在就能見面的偶像，週末女主角桃色幸運草Z！！」（私達、今会えるアイドル、週末ヒロインももいろクローバーZ!!）。日語原意指女主角或女英雄，但目前存在兩種譯法：其一是在2010年5月5日單曲順位發表會贈送的公式照上印有兩句官方中文，寫著「祝：初主流的音樂流通多謝千客萬來，週末少女桃色幸運草順位發表會」，其中譯作「週末少女」。另一個譯名則來自金牌大風的官方網站，網站上的組合介紹頁面標題名為「週末女主角．桃色幸運草Z」，由桃色幸運草Z所屬的國王唱片在其官方Youtube頻道釋出的WE ARE BORN（中文字幕版）及仙境假期 （中文字幕版）的介紹中也是譯作「週末女主角」。

## 成員資料
全員共同的興趣或專長就是跳舞，成員們在跳舞上也有不錯的默契。每個人都被分配一種顏色，服裝和飾品以該顏色為基調的情況佔大半。
※成員照片請參考個別頁面
| 代表色 | 姓名            | 讀音 | 暱稱 | 自我介紹                                          | 生日          | 血型 | 出身地           | 備註                                                      |
| ------ | --------------- | ---- | ---- | ------------------------------------------------- | ------------- | ---- | ---------------- | --------------------------------------------------------- |
| 紅色   | 百田夏菜子      |      |      | 茶園裡的灰姑娘（茶畑のシンデレラ，Cinderella from Tea Planation） | 1994年7月12日 | AB型 | 日本靜岡縣濱松市 | 隊長，常參與晨間劇演出                                    |
| 黃色   | 玉井詩織        |      |      | 桃草的年輕大將（ももクロの若大将，Momoclo's Young Ace）           | 1995年6月4日  | A型  | 日本神奈川縣     | 經常在『スカパー!音楽祭』及『GIRLS' FACTORY』擔任活動主持 |
| 粉紅色 | 佐佐木彩夏 （佐々木彩夏） |      |      | 桃草的偶像（ももクロのアイドル，Momoclo's Idol）                    | 1996年6月11日 | AB型 | 日本神奈川縣     | 2016年開始舉辦個人演唱會                                  |
| 紫色   | 高城蕾妮 （高城れに）   |      |      | 桃草的鋼鐵少女（ももクロの鋼少女，Momoclo’s Steel Girl）          | 1993年6月21日 | O型  | 日本神奈川縣     | 曾參與廣播節目『高城れにの週末ももクロ☆パンチ!!』         |

### 過往成員

#### 2010年後離隊
| 代表色 | 姓名          | 讀音 | 暱稱 | 自我介紹                                  | 生日          | 血型 | 出身地             | 備註                                                    |
| ------ | ------------- | ---- | ---- | ----------------------------------------- | ------------- | ---- | ------------------ | ------------------------------------------------------- |
| 藍色   | 早見朱莉 （早見あかり） |      |      | 桃草的冰山美人（ももクロのクールビューティー，Momoclo's Cool Beauty） | 1995年3月17日 | A型  | 日本東京都         | 目前主要活躍於戲劇和廣告演出                            |
| 綠色   | 有安杏果      |      |      | 小巨人（小さな巨人，Little Giant）                  | 1995年3月15日 | A型  | 日本埼玉縣富士見市 | 2018年1月15日宣布畢業，2019年初復出並且由偶像轉型為歌手 |

#### 2010年前離隊
| 姓名          | 讀音 | 生日           | 出身地       | 備註                             |
| ------------- | ---- | -------------- | ------------ | -------------------------------- |
| 弓川留奈      |      | 1994年2月4日   | 日本神奈川縣 |                                  |
| 高井月奈 （） |      | 1995年7月6日   | 日本愛知縣   | 2009年加入SKE48 現為simpαtix成員 |
| 和川未優      |      | 1993年12月19日 | 日本東京都   |                                  |
| 伊倉愛美      |      | 1994年2月4日   | 日本埼玉縣   |                                  |
| 藤白堇 （藤白すみれ）   |      | 1994年5月8日   | 日本千葉縣   |                                  |
| 柏幸奈        |      | 1994年8月12日  | 日本神奈川縣 | 2011年加入乃木坂46               |

## 歷史

### 2008年－2010年
2008年5月17日，星塵傳播選出旗下所屬的五名藝人，以「隨時見得到面的偶像」為目的組成女子團體，並取「純善女孩帶來幸運」的語意命名為「桃色幸運草」。其後團體在經歷數次人事變動後，百田夏菜子於2009年接替高城蕾妮成為隊長。同年7月至9月間，每逢週末都會於NHK會館（紅白歌合戰舉辦地點）旁邊的代代木公園作街頭演出。。
2009年3月9日，柏幸奈退出，其後在7月26日加入新成員有安杏果，團體成員基本上回復穩定。2009年7月，桃色幸運草發行的出道單曲《桃色拳頭》只限定在活動中販售，但仍成功登上Oricon公信榜第23名。
2010年5月5日，桃色幸運草透過環球音樂發行首張主流單曲《行動吧！怪盜少女》，奪得Oricon日榜第1位，並在5月30日首次出演《MUSIC JAPAN》，與AKB48及早安少女組。同場演出，並演唱新單曲。MUSIC JAPAN更刻意安排她們與同齡的S/mileage及東京女子流作比較，組合的知名度在節目播出後開始上升。同年8月6日至8月8日，桃色幸運草出演日本史上最大規模的偶像團體音樂節「TOKYO IDOL FESTIVAL 2010」。8月13日，由桃色幸運草主演的第一部電影《白目怪談》上映。11月10日，組合在轉至STAR CHILD唱片公司後推出第二張單曲《粉紅瓊斯》。

### 2011年
3月9日，第三張單曲《未來保齡球/Chai Maxx》發售。4月10日，在中野サンプラザ舉行，為6人体制的最後一次演出。同日成員早見朱莉退出，團名改為桃色幸運草Z。
4月11日 - 17日，舉行，為與各業界有名人進行的Talk Show形式的比賽。5月10日，在宮城県Zepp Sendai舉辦免門票的演唱會為311地震災民打氣。
5月20日 - 7月3日，進行改名後首次巡迴演出（名古屋・札幌・大阪・福岡・東京Zepp）。在最終日於Zepp Tokyo的表演，同一天當中辦了三場各二小時的演唱會，一共六十四首歌曲的演出，這也是桃色幸運草成軍以來體力的最大挑戰。
7月6日，同時發行第四張單曲《Z傳說 ～永無止境的革命～》及第五張單曲《D'的純情》。7月27日，發行首張專輯《戰鬥與浪漫》。
8月20日，在神奈川縣的讀賣樂園舉行野外演唱會，動員6000人。
9月9日，在多蒙特的日本媒體藝術節中，擔任開幕表演嘉賓。
10月30日，在Shibuya O-EAST舉行。初次女性限定音樂會有800人的会場中有近4000人應募。11月6日，在品川ステラボール舉行。初次男性限定音樂會。
11月12日 - 12月17日，舉行（横濱BLITZ、仙台・福岡・東京・札幌・大阪・名古屋Zepp）。11月23日（勞動感恩節），第六張單曲《勞動讚歌》發售。
12月25日，於埼玉超級體育館舉行。

### 2012年
1月30日 - 2月5日，進行。3月7日，第七張單曲《猛烈宇宙交響曲·第七樂章「無限的愛」》發售。
4月21日－22日，在橫濱體育館2日連續公演「ももクロ春の一大事2012～横浜アリーナまさかの2DAYS」。
5月5日（兒童節），在戶田市文化会館舉行。初次儿童限定音樂會。5月26日，出席於馬來西亞舉行的「國際青年節活動(HARI BELIA NEGARA 2012)」，進行表演并且與馬來西亞首相握手。
6月，桃色幸運草Z展開了「桃草之夏天笨蛋大騷動 SUMMER DIVE 2012」全國巡迴演唱，共計巡迴10個城市。
6月27日，第八張單曲《Z女戰爭》發售。7月5日 - 8日，出席於法國巴黎舉行的《日本博覽會》進行表演。
8月5日，在西武巨蛋舉行「桃草之夏天笨蛋大騷動 SUMMER DIVE 2012 〜最終戰〜 8.5 西武巨蛋大會」，是組合首次在巨蛋舉行的演唱會，而演唱會更透過衛星同步全程在臺灣戲院轉播。8月18日－19日，參加日本樂壇年度盛事「SUMMER SONIC 2012」。
9月5日，角色歌曲集單曲《日本笑顔百景》發售。9月16日，參與。9月26日，《行動吧！怪盜少女》的《行動吧！怪盜少女 〜Special Edition〜》以前所屬的UNIVERSAL J再發售。
10月5日，於日本武道館舉行女性限定演唱會，動員1萬人，在短短一年內女性粉絲成長了10倍以上也足見桃草在女性族群當中也具有相當吸引的魅力。
11月5日，於日本武道館舉行。11月21日，第九張單曲《再會吧、那些愛憐的悲傷啊》發售。11月23日，晚上於日本朝日電視台「MUSIC STATION」初登場。
11月26日，參與第63回NHK紅白歌合戰出場名單記者會，同時也是初次登場紅白歌合戰的團體之一；實現了出道以來想登上紅白歌合戰的夢想。
12月24日－25日，於埼玉超級體育館舉行。12月31日，第63回NHK紅白歌合戰初登場，表演了《再會吧、那些愛憐的悲傷啊》（サラバ、愛しき悲しみたちよ）和《行動吧！怪盜少女》（行くぜっ!怪盗少女）2首歌。

### 2013年
1月28日 - 2月3日，進行。3月12日 - 31日，舉行，大阪城ホール、名古屋市綜合体育館、北海道立綜合体育館各2場。
4月10日，發行第2張專輯《5TH DIMENSION》。4月13日－14日，在西武巨蛋2日連續公演。
5月5日（日本兒童節），於東武動物公園舉行。5月11日，參與世上規模最大、影響最廣的重金屬音樂節之一的奧茲音樂節Japan2013。
5月16 - 17日Ustream「momoclotv」、『USTREAM大賞受賞記念 24時間いただきますっTV』，進行橫跨兩日的網上串流直播。5月27 - 29日，在橫濱體育館舉行官方歌迷會「ANGEL EYES」會員限定演唱會。
6月5日，發行以組成初期（ももいろクローバー時期）歌曲為中心的紀念專輯。6月22日，出席MTV日本音樂錄影帶大獎，單曲《再會吧、那些愛憐的悲傷啊》得到「最佳編舞」獎。
8月4日，於橫濱國際綜合競技場（日產體育場）舉行，動員人數六萬人。8月11日，參與SUMMER SONIC 2013。
8月底，南韓女子偶像團體Crayon Pop以單曲《Bar Bar Bar》（2013年6月20日發行）走紅不久後被韓國網民指出她們的安全帽及五色運動服造型抄襲桃色幸運草Z第四張單曲《Z傳說 ～永無止境的革命～》的戰隊服裝，Crayon Pop的經紀人表示該造型是出自成員的靈感，並非抄襲。桃草成員及其他相關人士對於此事沒有任何回應。
9月3日，參加了在宮城球場舉行的日本職棒東北樂天金鷲VS埼玉西武獅的開球儀式。9月15日，繼2012年後再度參與氣志團万博。9月28日，展開『ももいろクローバーZ JAPAN TOUR 2013「GOUNN」』。
11月6日，第十張單曲《GOUNN》發售。
12月23日，於西武巨蛋舉行「White Hot Blizzard MOMOIRO CHRISTMAS 2013 」。同場宣佈於2014年3月15、16日於國立霞丘陸上競技場舉行。為繼SMAP、DREAMS　COME　TRUE、嵐、L'Arc〜en〜Ciel後第5組。同時也是第一支女子組合兼最年少的於國立競技場舉行演唱會之團體。12月23日 - 24日，主演NHK聖誕特別劇『天使とジャンプ』。
12月31日，在第64回NHK紅白歌合戰中表演了《GOUNN》和《跑吧！》（走れ!）2首歌，是連續第二年參與。

### 2014年
1月4日，在Stardust Promotion 主辦『3B junior LIVE FINAL“俺の藤井”2014』中演出，成員玉井詩識從3B junior 畢業。1月11日，在埼玉超級競技場（社區競技場）舉行，並四度演唱Chai Maxx。
1月19日，參加，並與sphere（スフィア）組成演唱《マジLOVE1000％》。成員佐佐木彩夏因在家中意外造成腳趾骨折，沒能與成員一起跳舞，只能站立演唱。
2月19日，於東京EX THEATER ROPPONGI舉行ももいろ夜ばなし第二夜『玄冬』。2月27日，參與美少女戰士20周年紀念演唱會。2月28日，連續兩年獲得Ustream大賞。3月5日，電視劇「悪夢小姐SP」内與北川景子組成限定組合「きもクロ」。
3月15日 ，於國立霞丘陸上競技場舉行第一天，成為首支登上國立之女子組合，並宣佈於7月26、27日再次於橫濱國際綜合競技場（日產競技場）舉行夏季演唱會，預計動員十四萬人。
3月16日 ，於國立霞丘陸上競技場舉行第二天,兩日共動員十一萬人。
4月2日 ， 由「STARCHILD RECORDS」移籍新創立之「EVIL LINE RECORDS」。4月25－27日，於西武巨蛋舉行官方歌迷會「ANGEL EYES」會員限定演唱會《誰でもカモ～ン！～ただし、ホワイトベレーの方に限ります♡～》。
5月8日 ，第十一張單曲《哭泣也無所謂喔》發售。
5月17－18日 ，Ustream「momoclotv」、『Ustream大賞受賞記念 24時間いただきますっTV 2014 〜美しく 楽しく〜』，進行橫跨兩日的網上串流直播。
7月26，27日，於橫濱國際綜合競技場（日產競技場）舉行「ももクロ夏のバカ騒ぎ2014 日産スタジアム大会～桃神祭～」。
7月30日，第十二張單曲《MOON PRIDE》發售。
8月14日，擔任女神卡卡日本演唱會『LADY GAGA'S artRAVE: the ARTPOP ball』開場表演嘉賓。
8月25日，擔任『警視廳創立40周年記念 「交番の日」の集い』神秘嘉賓，在警視總監面前演唱「行動吧！怪盜少女」。
9月13日，分別參加『イナズマロックフェス2014』和『氣志團万博2014 〜房総大パニック! 超激突!!〜』，在連續3年參加的氣志團万博首日擔任壓軸表演嘉賓。
9月27日，擔任歌手南高節主辦的『サマーピクニック Love&Peace』神秘嘉賓。
10月17日，參與由VAMPS主辦的搖滾音樂節『HALLOWEEN PARTY 2014』演出。
10月18日、於熊本B.9 V1舉辦『有安杏果プレゼンツ チビッ子祭り2014』，合資格参加者為：女性身高155cm以下、男性身高159cm以下。
11月24日，於大阪城ホール舉辦『女祭り2014 〜Ristorante da MCZ〜』。
12月24日 - 25日，舉辦『ももいろクリスマス2014 さいたまスーパーアリーナ大会 〜Shining Snow Story〜』。發售限定單曲「一粒の笑顔で…/Chai Maxx ZERO」。
12月31日，參加第65回NHK紅白歌合戰（連續3年＆第3次參加），表演歌曲為「My Dear Fellow with Mononofu JAPAN」，並予先在演唱會收錄9萬位桃草武士合唱聲源加入表演之中，而且由成員提議，通過1萬位桃草武士在白色衣服上用各成員的顏色寫上信息，最終制成這次的表演服。成員中有安杏果則因感染流感而未能出場。

### 2015年
1月18日，舉辦官方歌迷會會員限定LIVE『月刊TAKAHASHI 1月号』。以後，將每月舉行。
1月28日，第十三張單曲《在夢之浮世盛開吧》發售。與硬式搖滾樂團KISS合作。
2月28日，由5名成員主演映画『幕が上がる』全國上映。並由大搜查線系列導演本広克行執導。
3月3日，擔任硬式搖滾樂團KISS日本東京巨蛋演唱會嘉賓。
3月9日，於名古屋クラブクアトロ，舉辦高城蕾妮個人演唱會『高城の60分4本勝負』。
3月11日，第十四張單曲《青春賦》發售。
4月4日 - 5日，於福岡巨蛋舉辦官方歌迷會會員限定活動『ホワイトベレー全員祭り ももクロどんたく』。
4月21日，於中野太陽廣場舉辦『ももクロ試練の七番勝負・番外編 “ももクロvs女子プロレス”』。
4月29日，第十五張單曲《『Z』の誓い》發售。
5月1日 - 24日，桃草首次主演舞台劇「幕が上がる」上演。
7月1日 - 2日，參加在洛杉磯舉辦『Anime Expo 2015』，並在微軟劇院演唱。
7月14日，擔任警視廳危険藥物撲滅大使。
7月31日 - 8月1日，舉辦『桃神祭2015 エコパスタジアム大会』。
8月3日 - 8月4日，參與『GIRLS' FACTORY 15』演出。玉井擔任首日主持，有安以てんかすトリオ成員身份演唱，高城則以Team紫しきぶ成員身份演唱。第二天每個成員都分別與其他嘉賓合唱。
8月5日，在國立代代木競技場第一体育館，舉辦富士台NEXT常規音楽節目「坂崎幸之助のももいろフォーク村NEXT」的直播LIVE『ももいろフォーク村デラックス　第50夜』。
8月13日，参加在沖縄イオンモール舉辦「青春応援イベント」。
8月28日，参加『Animelo Summer Live 2015』。
9月6日，参加松崎しげる的出道45周年記念音樂祭『黒フェス しげる祭 白黒歌合戦』。
9月19日，連續兩年参加『イナズマロックフェス2015』。
9月20日，連續四年参加『氣志團万博2015 ～房総!抗争!天下無双!妄想!狂騒!大暴走!～』。
9月25日 - 26日，在Ustream官方頻道上24小時直播『ももクロ24timeTV in アータン ~water.winter.someday.なんたー？~』，並在最後舉辦小型LIVE。
10月10日，在サンドーム福井舉辦『番外!ももクノ60分 メガネ博2015』。
10月31日，預定在福岡縣･大宰府政廳遺址舉辦『水城･大野城築造 竈門神社創建1350年 九州国立博物館 開館10周年 日本遺產認定記念 ももクロ男祭り2015 in 太宰府』，同月13日，太宰府市芦刈茂市長要求更改演唱會名稱及發售不限制性別門票。桃色幸運草Z的官方網站最終宣布演唱會如期舉行。

### 2016年
2月17日，第三張專輯《AMARANHTUS》及第四張專輯《白金の夜明け》同時發行。
9月7日，第十六張單曲《ザ・ゴールデン・ヒストリー》發售。

### 2017年
4月8日 ，於富士見市第2運動公園舉行「桃色幸運草Z春之一大事2017 富士見市大會」第一天。
4月9日 ，於富士見市第2運動公園舉行「桃色幸運草Z春之一大事2017 富士見市大會」第二天。
8月2日，第十七張單曲《BLAST!》發售。

### 2018年
1月15日，成員有安杏果發表畢業聲明，將於1月21日從團體中畢業。
4月11日，第十八張單曲《笑一笑～》發售。
5月7日至13日，在東京晴空塔進行晴空幸運草節點燈儀式。
5月22日至23日，在東京巨蛋舉辦出道十周年演唱會「10th Anniversary The Diamond Four -in 桃響導夢-」，並發行首張精選輯《MOMOIRO CLOVER Z BEST ALBUM「桃も十、番茶も出花」》。
5月30日至6月4日，桃草的出道十周年紀念展於銀座松屋百貨展出。
7月17日至9月2日，晴空幸運草節正式舉行，開設限定咖啡廳及新大阪至東京的桃色幸運草Z新幹線。

### 2019年
1月、首次舉辦海外演唱會『ASIA TOUR Vol.1「MOMOIRO CLOVER Z」』，分別於台北(26日)及上海舉行(27日)。
2月9日至10日，在橫濱競技場“日本廣播Momoiro Clover Z Momokuro俱樂部xoxo〜情人節之夜！
4月20日至21日，“ Momokuro Spring no Ichigo 2019”演唱會在富山縣黑部市宮野體育公園舉行。
4月25日至5月7日，在博多阪急舉行的“桃色四葉草Z十週年紀念展”！
5月17日，發行了第一張原創專輯“  ももいろクローバーZ 5th ALBUM「MOMOIRO CLOVER Z」”。
8月3日至4日，在崎玉市西武巨蛋舉行了 “MomocloMania2019-ROAD TO 2020-”演唱會！
8月11日，參加茨城縣舉行的戶外搖滾節“ ROCK IN JAPAN FESTIVAL 2019”。
8月28日，桃色幸運草Z“櫻桃小丸子” 成立30週年紀念MV發布！
9月6日，參加了東京音樂節“ Black Festival 2019-Black＆White Song 
Battle。
10月22日，相距四年再次舉辦[桃草男祭]演唱會，並在大阪城舉行[桃草男祭2019 In 大阪城]演唱會。
11月27日，發行第20張單曲舉行 stay gold”！
12月7日，在大阪城舉行“Momoiro聖誕節2019-冬空”演唱會！
12月24日至25日，在埼玉超級體育館舉行“Momoiro聖誕節2019-冬空”演唱會！
12月25日，在Momoiro聖誕節2019-冬空演唱會宣布[續之夢想]登上＂新國立競技場＂舞台！
隊長百田夏菜子在Momoiro聖誕節2019-冬空演唱會談到了化妝人員的話，並談到了以下新目標。
桃色幸運草Z 新目標的挑戰宣言
百田夏菜子:我並沒有遺憾，因為到目前為止我已經讓您看到了各種各樣的風景。但其實不一定，想一想，還有更多的風景要達成，有一個地方是您想看的場景，有一個地方是您想一起看的場景。從當前（成立）的第12年開始，我正在考慮那時我能再次看到什麼樣的風景，畢竟最近我們四人在一起，我們將擺脫未來的故事，我確實很想展示一個場景，那就是在新國立競技場。
 — 『 ももいろクリスマス2019 〜冬空のミラーボール〜 2019年12月25号
12月31日，在橫濱體育館舉行的“桃色歌合戰”。
宣布未來目標，向目標前進！

### 2020年
受到新型冠狀病毒在日本擴散，本團體本年的活動也受到影響，包括春一大事，笑成神祭，桃草一大事巡迴演唱會活動等，大部分需要延期至明年舉行，所以團體也改動YouTube等方式去舉行一連串的在家抗疫直播視像及影片，鼓勵當地市民留在家中，避免出外。
除此以外，團體也捐了五百萬日元去日本紅十字抗疫基金，也再分別捐了五百萬日元去兒童機構幫助提供有需要的兒童提供衛生用品。
經過前半年日本的疫症高峰期，後半年疫症有所
緩和，團體也為了慶祝成立十二周年首次推出由網民投票選出十二歌曲音源化的藍光/CD組合(TDF Live Best)，同時也售買2019年冬空演唱會LiveBule-ray&DVD，不過當地政府在人群聚集方面也是處於嚴緊狀態，後半年將會舉行的演唱會能否如期舉行也是未知之數！
在九月開始，團體並參加了不少改網上舉行音樂節，包括黑白歌合戰，氣志團万博2020等，在10月4日更相隔十年再出演 TOKYO IDOL FESTIVAL 音樂節，成為今次音樂節的焦點話題。
而在11月團體並舉辨了兩場網演，分別是11月7日的會買限定[ももクロチャンピオンカーニバル2020]和11月29日的[ももクロとPLAY!]，而[ももクロとPLAY!演唱會]並是首次以AbemaTV平台的AI功能並在演出時觀眾可以即時選出心中的歌，票數最高者的歌曲並會即時點唱，打破了演唱會的局限。
而11月30日AbemaTV也會獨家直播12月31日的無觀客[第四回 桃色歌合戰2020]詳情活動。
12月16日至1月3日：棒球隊埼玉西武獅與桃色幸運草Z合作並在西武巨蛋舉行[ももクロ・ライオンZ EXPO 2020]為期兩個月的展覽和主題餐廳等活動開放，並慶祝球隊在比賽中獲得20勝4敗的佳績。
 2020年桃色幸運草Z己順利舉行的演唱會：
2月8-9日：日本廣播Momoiro Clover Z Momokuro俱樂部xoxo〜情人節之夜2020 In 橫濱體育館
6月25日：ももいろクローバーZ Behind closed doors『2020 次が始まり』場地沒觀客網上演唱會，團體首次以Zoom方式舉行演唱會(入場券3900日元一張)
8月2日：AbemaTV舉行[ももクロ夏のバカ騒ぎ2020～笑成神祭～]演唱會，受到新型冠狀病毒影響，原定8月1，2日西武巨蛋開催的～笑成神祭～取消，並改以AbemaTV收費方式舉行網上無觀客演唱會。
11月7日：ANGEL EYES會員限定生配信番組
「ももクロチャンピオンカーニバル2020 」(網演)
11月29日：ももクロとPLAY!點唱遊玩音樂會(網演)
12月31日：第四回 桃色歌合戰2020

### 2021年
1月13日：桃色幸運草Z與電影劇場版美少女戰士Eternal擔任電影主题曲《月色Chainon》，並會在該日發行第21張單曲。
1月15日：相隔11個月，團體並再次開啟Live有觀客演唱會[ももクロ 3600セカンズ]，並在橫濱體育館舉行，並進行人流管制，該演唱會只會售出5000名座位，但在本年1月8日，受到日本疫情感染人數不斷上升而官方再次決定延期舉行。
2月24日：發行職業棒球選手田中將大回歸東北樂天金鷲球隊專輯[田中將大]，專輯包含桃草十年來為選手田中將大的應援歌而製作。
3月12日：隊長百田夏菜子擔任女主角的電影[來體驗鈎金魚]正式上映，也同時並擔任電影主题曲。
4月4-5日：在橫濱體育館日本廣播Momoiro Clover Z Momokuro俱樂部xoxo〜情人節之夜2021，並進行人流管制，五成以下入座率。
4月14日：桃色幸運草Z與AMEBATV合作舉辦的網上演唱會[Play]及新曲[Play！]發行，並會在該日發行團體第22張單曲。
5月1日-5日：踏入日本黃金周，團體YouTube 頻道再次進行連續五天[桃草在家TV～]，五天並會限時播放三場2019年的演唱會，一場2019年舞台劇，及一天Live配信演唱會。
5月11日：成員玉井詩織不幸染上嚴重特殊傳染性肺炎，引起當地媒體的關注，玉井病情也在同月18日好轉，並在20日繼續活動。
5月16日：本應桃色幸運草Z在該日並在幕張展覽館舉行有觀客演唱會，但受到日本疫情感染人數不斷上升而官方再次決定延期舉行甚至可能取消，詳情官方並會之後作出決定。[預定延期至2022年1月23日舉行]
5月17日：相隔一年再次發行zzver四人版本專輯[ZZ’sll]，內容並會包含團體12曲五人時代歌曲並改為四人版本發行，做法與2020年發行的[ZZ’s]類近，該專輯成功獲得連續兩周日本銷售榜及關注量冠軍。
6月30日：團體出席テレ東音楽祭2021[東京音樂祭2021]
7月14日：團體出席[FNS歌謠祭．夏2021]，並首次與木梨憲武共同演出。
7月31-8月1日：原本在西武巨蛋舉行兩日三場(7月31日一場，8月1日兩場公演) [夏のパノラマ地獄2021 Survive!演唱會]，因應日本防疫措施，入場人數只可一半人，因此今次演唱會並首次新增[見切場外席]及[見切場外大螢幕席]，並增加入場及觀看人數，7月24日，成員佐佐木彩夏因確診右末梢性顏面神經麻痺症狀並需入院休養，團體最終因疫情問題在8月24日宣佈演唱會取消，也是團體出道以來首次取消演唱會。
8月5日：成員百田夏菜子不幸染上嚴重特殊傳染性肺炎，百田病情也在同月18日好轉，並在24日繼續活動。
8月30日：四位成員回歸，出席音樂表演[JamExpo2021]。
9月6日：團體出席音樂表演[黑白歌合戰]。
9月19日：團體再次舉辦網上演唱會[The LIVE ～諦めない夏～ in ABEMA]
10月16-17日：成員百田夏菜子首次在埼玉超級競技場舉行兩天個人演唱會[百田夏菜子～Talk With Me～シンデレラタイム～]。
10月2，3，4，27及11月12日：在日本國內舉辦巡迴演出[LIVE「origin]。
12月1日：團體決定出演大型音樂活動FNS歌謠祭2021。
12月7-8日：相隔兩年再次決定在12月7-8日舉行「ももいろクリスマス2021」聖誕冬空演唱會2021
12月31日：在日本武道館舉辦第5回桃色歌合戰

### 2022年
1月1日：團隊出席日本埼玉市政府舉辦[埼玉政財界人チャリティ歌謡祭］
1月6日：團隊任天堂桃太郞電鐡遊戲主題曲BUTTOB!MV公開以及CD發售
1月7日：團隊成員與モーリーファンタジー合作，製作12款團隊公仔在全國[夾娃娃店]公開遊玩。
1月13日：團隊出席大型節目［突破ファイル］
1月15日：團隊本年首個演唱會[LIVE「origin]秋田演唱會開催。
1月23日：在幕張展覽館3號廳舉辦AE會員限定[ももクロ13年結成紀念演唱會2021]，但因應2019冠狀病毒病疫情嚴重影響，官方由原本1-3廳2.2萬座席大量縮減至3廳5000座席，受影響人士並可選擇退還門票費用或改為網上現場直播觀看。
2月12-13日：在埼玉超級競技場舉辦AE會員限定 日本廣播Momoiro Clover Z Momokuro俱樂部xoxo〜情人節之夜2022 演唱會
2月13日：團隊推出新曲[HAND]MV公開。
3月14日：團隊出席大型音樂節目CDTV，並首次公開新曲「鉄血†Gravity」。
3月18日：團隊推出電影[KAPPEIカッペイ]主題曲「鉄血†Gravity」。
4月5日：團隊推出新曲[一味同心]，由成員百田夏菜子首次作曲填詞，亦係東北樂天棒球選手田中將大2022出場主題曲，亦會納入團體14周年專輯[6th ORIGINAL FULL ALBUM 祝典]歌曲單中。
4月23-24日：延期兩年的[ももクロ春の一大事]復辦，並將在J-VILLAGE舉辦兩天演唱會，名稱為[ももクロ春の一大事2022 〜笑顔のチカラつなげるオモイ in 楢葉・広野・浪江 三町合同大會〜]，並是首個團體及歌手使用J-VILLAGE作演唱會用途，預計成功兩天動員四萬人。
5月1日-7月中：開辦21場日本縣巡演唱會[MOMOIRO CLOVER Z 6th ALBUM TOUR “祝典”]，其中會在日本武道館，大阪節慶音樂廳，名古屋國際會議場等場地開演。
5月17日：發售團體14周年專輯[6th ORIGINAL FULL ALBUM 祝典]，同時與八家零售商合作，推動八種不同的特典版本CD，專輯內錄取六首歌曲也是團體2022年新曲。

## 唱片

### 單曲
| No                                 | 發行日期                           | 曲目                                                                      | 備註 | 官方MV (YouTube)                   | 順位                               | 銷售版本                                                        |
| 獨立製作單曲 (Happy Music Records) | 獨立製作單曲 (Happy Music Records) | 獨立製作單曲 (Happy Music Records)                                        | 獨立製作單曲 (Happy Music Records)                                                                                  | 獨立製作單曲 (Happy Music Records) | 獨立製作單曲 (Happy Music Records) | 獨立製作單曲 (Happy Music Records)                              |
| ---------------------------------- | ---------------------------------- | ------------------------------------------------------------------------- | --- | ---------------------------------- | ---------------------------------- | --------------------------------------------------------------- |
| 1                                  | 2009年8月5日                       | 桃色拳頭                                                                  | | 音樂影片 （页面存档备份，存于）    | 23位                               | CD+DVD（初回版） CD（通常版）                                   |
| 1                                  | 2009年8月5日                       |                                                                           | |                                    | 23位                               | CD+DVD（初回版） CD（通常版）                                   |
| 1                                  | 2009年8月5日                       | MILKY WAY                                                                 | |                                    | 23位                               | CD+DVD（初回版） CD（通常版）                                   |
| 2                                  | 2009年11月11日                     | 向未來進發！                                                              | 日本電視台《音楽戦士 MUSIC FIGHTER》11月POWER PLAY主題歌                                                            | 音樂影片 （页面存档备份，存于）    | 11位                               | CD+DVD（初回版A） CD+写真集（初回版B） CD（通常版）             |
| 2                                  | 2009年11月11日                     |                                                                           | |                                    | 11位                               | CD+DVD（初回版A） CD+写真集（初回版B） CD（通常版）             |
| 2                                  | 2009年11月11日                     | (tofubeats remix)                                                         | |                                    | 11位                               | CD+DVD（初回版A） CD+写真集（初回版B） CD（通常版）             |
| 主流單曲 （UNIVERSAL J）           |                                    |                                                                           | |                                    |                                    |                                                                 |
| 1                                  | 2010年5月5日                       | 行動吧！怪盜少女                                                          | TBS《ランク王国》4・5月主題曲                                                                                       | 音樂影片 （页面存档备份，存于）    | 3位 7位                            | CD（初回版A〜F） CD（通常版） CD+DVD（再版）                    |
| 1                                  | 2010年5月5日                       | 電影《桃花期》插曲                                                        | |                                    | 3位 7位                            | CD（初回版A〜F） CD（通常版） CD+DVD（再版）                    |
| 主流單曲（STARCHILD）              |                                    |                                                                           | |                                    |                                    |                                                                 |
| 2                                  | 2010年11月10日                     | 粉紅瓊斯                                                                  | 電視動畫《緣之空》片尾曲                                                                                            | 音樂影片 （页面存档备份，存于）    | 8位                                | CD+DVD（初回版A～C） CD（通常版）                               |
| 2                                  | 2010年11月10日                     | 電影《白目怪談》主題曲                                                    | |                                    | 8位                                | CD+DVD（初回版A～C） CD（通常版）                               |
| 2                                  | 2010年11月10日                     | キミとセカイ                                                              | 日本電視台《》片尾曲                                                                                                |                                    | 8位                                | CD+DVD（初回版A～C） CD（通常版）                               |
| 3                                  | 2011年3月9日                       | 未來保齡球 （雙A面）                                                      | 電視動畫《Dragon Crisis!》主題曲                                                                                    | 音樂影片 （页面存档备份，存于）    | 3位                                | CD+DVD（初回版A） CD+DVD（初回版B） CD（通常版）                |
| 3                                  | 2011年3月9日                       | Chai Maxx（雙A面）                                                        | 朝日電視台《》3月片尾曲                                                                                             | 音樂影片 （页面存档备份，存于）    | 3位                                | CD+DVD（初回版A） CD+DVD（初回版B） CD（通常版）                |
| 3                                  | 2011年3月9日                       | 全力少女                                                                  | |                                    | 3位                                | CD+DVD（初回版A） CD+DVD（初回版B） CD（通常版）                |
| 4                                  | 2011年7月6日                       | Z傳說 ～永無止境的革命～                                                  | 東京ジョイポリス廣告歌曲                                                                                            |                                    | 5位                                | CD                                                              |
| 5                                  | 2011年7月6日                       | D'的純情                                                                  | フジテレビ系《》7月主題曲                                                                                           | 音樂影片 （页面存档备份，存于）    | 6位                                | CD                                                              |
| 6                                  | 2011年11月23日                     | 勞動讚歌                                                                  | | 音樂影片 （页面存档备份，存于）    | 7位                                | CD+DVD（初回版A） CD+DVD（初回版B） CD（通常版）                |
| 6                                  | 2011年11月23日                     | 音樂影片 （页面存档备份，存于）                                           | |                                    | 7位                                | CD+DVD（初回版A） CD+DVD（初回版B） CD（通常版）                |
| 6                                  | 2011年11月23日                     | BIONIC CHERRY                                                             | 電影《サルベージ・マイス》主題曲                                                                                    |                                    | 7位                                | CD+DVD（初回版A） CD+DVD（初回版B） CD（通常版）                |
| 7                                  | 2012年3月7日                       | 猛烈宇宙交響曲·第七樂章「無限的愛」                                       | 電視動畫《迷你裙宇宙海賊》主題曲。由傳奇吉他手Marty Friedman負責吉他演奏                                            | 音樂影片 （页面存档备份，存于）    | 5位                                | CD+DVD（初回版） CD（通常版）                                   |
| 7                                  | 2012年3月7日                       | LOST CHILD                                                                | 電視動畫《迷你裙宇宙海賊》片尾曲                                                                                    |                                    | 5位                                | CD+DVD（初回版） CD（通常版）                                   |
| 7                                  | 2012年3月7日                       | DNA狂詩曲                                                                 | 桃屋「きざみしょうが」「きざみにんにく」廣告歌曲。朝日電視台《ポータル》2014年4月主題曲                             |                                    | 5位                                | CD+DVD（初回版） CD（通常版）                                   |
| 8                                  | 2012年6月27日                      | Z女戰爭                                                                   | | 音樂影片 （页面存档备份，存于）    | 3位                                | CD+DVD（初回版A） CD+DVD（初回版B） CD（通常版1） CD（通常版2） |
| 8                                  | 2012年6月27日                      | PUSH                                                                      | Lotte 《爽》廣告歌曲                                                                                                | 音樂影片 （页面存档备份，存于）    | 3位                                | CD+DVD（初回版A） CD+DVD（初回版B） CD（通常版1） CD（通常版2） |
| 8                                  | 2012年6月27日                      |                                                                           | 電視動畫《精靈寶可夢超級願望》《精靈寶可夢超級願望 第二季》片尾曲、精靈寶可夢短編電影《美洛耶塔的閃亮音樂會》片尾曲 | 音樂影片 （页面存档备份，存于）    | 3位                                | CD+DVD（初回版A） CD+DVD（初回版B） CD（通常版1） CD（通常版2） |
| 9                                  | 2012年11月21日                     | 再會吧、那些愛憐的悲傷啊                                                  | 電視劇《惡夢小姐》主題曲。布袋寅泰作曲・編曲                                                                        | 音樂影片 （页面存档备份，存于）    | 2位                                | CD+DVD（初回版） CD（通常版）                                   |
| 9                                  | 2012年11月21日                     |                                                                           | |                                    | 2位                                | CD+DVD（初回版） CD（通常版）                                   |
| 9                                  | 2012年11月21日                     | Wee-Tee-Wee-Tee                                                           | 日本Furby廣告歌曲                                                                                                   | 音樂影片 （页面存档备份，存于）    | 2位                                | CD+DVD（初回版） CD（通常版）                                   |
| 10                                 | 2013年11月6日                      | GOUNN                                                                     | Guitar:NARASAKI、Bass:ハマ・オカモト、Drums:凜冽時雨之ピエール中野                                                  | 音樂影片 （页面存档备份，存于）    | 2位                                | CD+DVD（初回版） CD（通常版）                                   |
| 10                                 | 2013年11月6日                      | 作曲miwa・作詞miwa&桃色幸運草Z                                            | |                                    | 2位                                | CD+DVD（初回版） CD（通常版）                                   |
| 10                                 | 2013年11月6日                      | 太鼓の達人廣告歌曲。怒髪天作詞・作曲・編曲                                | |                                    | 2位                                | CD+DVD（初回版） CD（通常版）                                   |
| 主流單曲（EVILLINE）               |                                    |                                                                           | |                                    |                                    |                                                                 |
| 11                                 | 2014年5月8日                       | 哭泣也無所謂喔                                                            | 電影《我的學生是惡夢 The 夢ovie》主題曲 。中島美雪作詞・作曲                                                        | 音樂影片 （页面存档备份，存于）    | 1位                                | CD+DVD（初回版） CD（通常版）                                   |
| 11                                 | 2014年5月8日                       | 電影《偉大的咻啦啦砰》主題曲                                              | |                                    | 1位                                | CD+DVD（初回版） CD（通常版）                                   |
| 11                                 | 2014年5月8日                       | 朝日電視台《ポータルANNニュース&スポーツ》主題曲                          | |                                    | 1位                                | CD+DVD（初回版） CD（通常版）                                   |
| 12                                 | 2014年7月30日                      | MOON PRIDE                                                                | 動畫《美少女戰士Crystal》主題曲 。作词・作曲・编曲：Revo                                                            | 音樂影片 （页面存档备份，存于）    | 3位                                | CD+Blu-ray（美少女戰士版） CD（桃草版）                         |
| 12                                 | 2014年7月30日                      | 動畫《美少女戰士Crystal》片尾曲。作词・白蔷薇sumire。作曲・编曲：小坂明子 | |                                    | 3位                                | CD+Blu-ray（美少女戰士版） CD（桃草版）                         |
| 12                                 | 2014年7月30日                      | Moon Revenge                                                              | 翻唱1993年動畫電影『劇場版美少女戰士R』主題歌                                                                       |                                    | 3位                                | CD+Blu-ray（美少女戰士版） CD（桃草版）                         |
| 13                                 | 2015年1月28日                      | 在夢之浮世盛開吧                                                          | 桃色幸運草Z vs KISS 名義發售 KISS的Paul Stanley作詞・作曲                                                           | 音樂影片 （页面存档备份，存于）    | 2位                                | CD+Blu-ray（桃草版） CD（KISS版）                               |
| 13                                 | 2015年1月28日                      | Rock and Roll All Nite                                                    | 翻唱KISS於1975年發行專輯「Dressed to Kill」裹的歌曲                                                                 |                                    | 2位                                | CD+Blu-ray（桃草版） CD（KISS版）                               |
| 13                                 | 2015年1月28日                      | SAMURAI SON                                                               | 主打歌英文版由KISS主唱                                                                                              |                                    | 2位                                | CD+Blu-ray（桃草版） CD（KISS版）                               |
| 14                                 | 2015年3月11日                      | 青春賦                                                                    | 映画『帷幕青春』主題曲                                                                                              | 音樂影片 （页面存档备份，存于）    | 4位                                | CD+Blu-ray（初回版A） CD+Blu-ray（初回版B） CD（通常版）        |
| 14                                 | 2015年3月11日                      | 走れ! -Z ver.-                                                            | 電影『帷幕青春』插曲 「桃色幸運草」時代歌曲重新錄製的五人版                                                         |                                    | 4位                                | CD+Blu-ray（初回版A） CD+Blu-ray（初回版B） CD（通常版）        |
| 14                                 | 2015年3月11日                      | 行く春来る春                                                              | 電影『帷幕青春』插曲                                                                                                |                                    | 4位                                | CD+Blu-ray（初回版A） CD+Blu-ray（初回版B） CD（通常版）        |
| 14                                 | 2015年3月11日                      | Link Link                                                                 | 電影『帷幕青春』插曲                                                                                                |                                    | 4位                                | CD+Blu-ray（初回版A） CD+Blu-ray（初回版B） CD（通常版）        |
| 15                                 | 2015年4月29日                      | 『Z』の誓い                                                               | 動畫電影『七龍珠Z 復活的F』主題曲                                                                                   | 音樂影片 （页面存档备份，存于）    | 4位                                | CD+Blu-ray（『F』版） CD（『Z』版）                             |
| 15                                 | 2015年4月29日                      | ロマンティックこんがらがってる                                            | |                                    | 4位                                | CD+Blu-ray（『F』版） CD（『Z』版）                             |
| 15                                 | 2015年4月29日                      | CHA-LA HEAD-CHA-LA                                                        | 翻唱電視動畫『七龍珠Z』主題曲                                                                                       |                                    | 4位                                | CD+Blu-ray（『F』版） CD（『Z』版）                             |
| 16                                 | 2016年9月7日                       | ザ・ゴールデン・ヒストリー                                                | | 音樂影片 （页面存档备份，存于）    | 2位                                | CD+Blu-ray（初回版A） CD+Blu-ray（初回版B） CD（通常版）        |
| 16                                 | 2016年9月7日                       | DECORATION                                                                | | 音樂影片 （页面存档备份，存于）    | 2位                                | CD+Blu-ray（初回版A） CD+Blu-ray（初回版B） CD（通常版）        |
| 16                                 | 2016年9月7日                       | Hanabi                                                                    | NHK時代劇『』主題曲                                                                                                 |                                    | 2位                                | CD+Blu-ray（初回版A） CD+Blu-ray（初回版B） CD（通常版）        |
| 16                                 | 2016年9月7日                       | 柳田悠岐（福岡軟銀鷹）登場曲                                              | |                                    | 2位                                | CD+Blu-ray（初回版A） CD+Blu-ray（初回版B） CD（通常版）        |
| 17                                 | 2017年8月2日                       | BLAST!                                                                    | 『MTV日本音樂錄影帶大獎 2017』最優秀MV獲獎                                                                          | 音樂影片 （页面存档备份，存于）    | 3位                                | CD+Blu-ray（初回版A） CD+Blu-ray（初回版B） CD（通常版）        |
| 17                                 | 2017年8月2日                       | Yum-Yum!                                                                  | |                                    | 3位                                | CD+Blu-ray（初回版A） CD+Blu-ray（初回版B） CD（通常版）        |
| 17                                 | 2017年8月2日                       | 田中將大登場曲                                                            | |                                    | 3位                                | CD+Blu-ray（初回版A） CD+Blu-ray（初回版B） CD（通常版）        |
| 17                                 | 2017年8月2日                       | 音樂影片 （页面存档备份，存于）                                           | |                                    | 3位                                | CD+Blu-ray（初回版A） CD+Blu-ray（初回版B） CD（通常版）        |
| 18                                 | 2018年4月11日                      | 笑一笑～                                                                  | 蠟筆小新：功夫小子〜拉麵大亂鬥〜片尾曲                                                                              | 音樂影片 （页面存档备份，存于）    | 4位                                | CD+Blu-ray（ももクロ盤） CD（しんちゃん盤）                     |
| 18                                 | 2018年4月11日                      |                                                                           | |                                    | 4位                                | CD+Blu-ray（ももクロ盤） CD（しんちゃん盤）                     |
| 18                                 | 2018年4月11日                      | 翻唱曲                                                                    | |                                    | 4位                                | CD+Blu-ray（ももクロ盤） CD（しんちゃん盤）                     |
| 19                                 | 2018年11月16日                     | Godspeed                                                                  | 日本國際馬拉松2018宣傳音樂                                                                                          |                                    | 2位                                | CD+Blu-ray（ももクロ盤） CD（しんちゃん盤）                     |
| 19                                 | 2018年11月16日                     | Re:Story                                                                  | |                                    | 2位                                | CD+Blu-ray（ももクロ盤） CD（しんちゃん盤）                     |
| 19                                 | 2018年11月16日                     | あんた飛ばしすぎ!!                                                        | |                                    | 2位                                | CD+Blu-ray（ももクロ盤） CD（しんちゃん盤）                     |
| 19                                 | 2018年11月16日                     | 天国のでたらめ                                                            | |                                    | 2位                                | CD+Blu-ray（ももクロ盤） CD（しんちゃん盤）                     |
| 19                                 | 2018年11月16日                     | Sweet Wanderer                                                            | |                                    | 2位                                | CD+Blu-ray（ももクロ盤） CD（しんちゃん盤）                     |
| 20                                 | 2019年8月3日                       | Nightmare Before Catharsis                                                | MomocloMania2019 -ROAD TO 2020- 史上最大のプレ開会式 新曲                                                           |                                    | 未確定                             | CD+Blu-ray（ももクロ盤） CD（しんちゃん盤）                     |
| 20                                 | 2019年8月3日                       | おどるポンポコリン                                                        | 櫻桃小丸子30週年經典翻唱                                                                                            |                                    | 未確定                             | CD+Blu-ray（ももクロ盤） CD（しんちゃん盤）                     |
| 20                                 | 2019年8月3日                       | ありがとうのうた                                                          | 櫻桃小丸子30週年經典翻唱                                                                                            |                                    | 未確定                             | CD+Blu-ray（ももクロ盤） CD（しんちゃん盤）                     |
| 20                                 | 2019年8月3日                       | 私を選んで!花輪くん                                                       | 櫻桃小丸子30週年經典翻唱                                                                                            |                                    | 未確定                             | CD+Blu-ray（ももクロ盤） CD（しんちゃん盤）                     |

### 聖誕演唱會限定曲
| No | 發行日期       | 曲目                                 | 備註                                                | 順位 | 銷售版本 |
| -- | -------------- | ------------------------------------ | --------------------------------------------------- | ---- | -------- |
| 1  | 2010年12月24日 |                                      |                                                     | -    | CD       |
| 1  | 2010年12月24日 | Believe                              | 翻唱曲                                              | -    | CD       |
| 1  | 2010年12月24日 | words of the mind -brandnew journey- | 翻唱曲                                              | -    | CD       |
| 1  | 2010年12月24日 | 翻唱曲                               |                                                     | -    | CD       |
| 2  | 2011年12月25日 | 白色的風                             |                                                     | -    | CD       |
| 2  | 2011年12月25日 | We are UFI!!!                        |                                                     | -    | CD       |
| 2  | 2011年12月25日 | –DJ Taku's Christmas A-men Breaks-   |                                                     | -    | CD       |
| 2  | 2011年12月25日 | –Bloody Christmas Version-           |                                                     | -    | CD       |
| 3  | 2012年12月24日 | 我們的世紀                           | ROLLY作詞・作曲                                     | 5位  | CD       |
| 3  | 2012年12月24日 | 高橋久美子（原chatmonchy成員）作詞   |                                                     | 5位  | CD       |
| 3  | 2012年12月24日 | （12月限定）                         |                                                     | 5位  | CD       |
| 3  | 2012年12月24日 |                                      |                                                     | 5位  | CD       |
| 4  | 2013年12月23日 | 泣いちゃいそう冬                     | 廣瀨香美 作詞・作曲                                 | 2位  | CD       |
| 4  | 2013年12月23日 | 高見澤俊彦 作詞・作曲・編曲          |                                                     | 2位  | CD       |
| 5  | 2014年12月24日 | 一粒の笑顔で…                        | ももクリ2014主題曲                                  | 7位  | CD       |
| 5  | 2014年12月24日 | Chai Maxx ZERO                       | 漫畫應用程式『comico』廣告曲 電影『幕が上がる』插曲 | 7位  | CD       |
| 5  | 2014年12月24日 | KONOYUBi TOMALe                      | 所ジョージ作詞・作曲                                | 7位  | CD       |
| 6  | 2015年12月23日 |                                      | from 4th ALBUM「」先行剪輯                          | -    | 黑膠唱片 |
| 6  | 2015年12月23日 | from 2nd ALBUM「5TH DIMENSION」      |                                                     | -    | 黑膠唱片 |
| 7  | 2015年12月23日 |                                      | ももクリ2015主題曲                                  | -    | 配信限定 |

### 別名義
| No | 發行日期       | 曲目                                 | 備註                                              | 順位     |
| -- | -------------- | ------------------------------------ | ------------------------------------------------- | -------- |
| 1  | 2012年9月5日   | 日本笑顏百景                         | 電視動畫《女子落語》片尾曲 桃黑亭一門名義樂曲     | 6位      |
| 1  | 2012年9月5日   | ニッポン笑顔百景（客演：林家木久扇） | 桃黑亭一門名義樂曲                                | 6位      |
| 1  | 2012年9月5日   | もリフだョ!全員集合                  | もリフ名義樂曲                                    | 6位      |
| 1  | 2012年9月5日   | ベター is the Best                   | 未確認少女隊UFI名義樂曲                           | 6位      |
| 2  | 2013年12月26日 | JUMP!!!!!                            | 主演日劇《天使とジャンプ》主題曲 Twinkle5名義樂曲 | 配信限定 |
| 2  | 2013年12月26日 | Twinkle Wink                         | 主演日劇《天使とジャンプ》插入曲 Twinkle5名義樂曲 | 配信限定 |

### 正規專輯
| #     | 專輯資料                                      | 專輯收錄新曲                              | 備註                                   | 官方MV                          | 順位 | 銷售版本                                      |
| ----- | --------------------------------------------- | ----------------------------------------- | -------------------------------------- | ------------------------------- | ---- | --------------------------------------------- |
| 1     | 2011年7月27日 《戰鬥與浪漫》                  | CONTRADICTION                             |                                        |                                 | 2位  | 2CD（初回盤A） CD+DVD（初回盤B） CD（通常盤） |
| 1     | 2011年7月27日 《戰鬥與浪漫》                  |                                           |                                        |                                 | 2位  | 2CD（初回盤A） CD+DVD（初回盤B） CD（通常盤） |
| 1     | 2011年7月27日 《戰鬥與浪漫》                  |                                           |                                        |                                 | 2位  | 2CD（初回盤A） CD+DVD（初回盤B） CD（通常盤） |
| 1     | 2011年7月27日 《戰鬥與浪漫》                  |                                           |                                        |                                 | 2位  | 2CD（初回盤A） CD+DVD（初回盤B） CD（通常盤） |
| 1     | 2011年7月27日 《戰鬥與浪漫》                  |                                           |                                        |                                 | 2位  | 2CD（初回盤A） CD+DVD（初回盤B） CD（通常盤） |
| 1     | 2011年7月27日 《戰鬥與浪漫》                  |                                           |                                        |                                 | 2位  | 2CD（初回盤A） CD+DVD（初回盤B） CD（通常盤） |
| 1     | 2011年7月27日 《戰鬥與浪漫》                  | 三菱電機《Diamondcrysta WIDE》廣告歌曲    |                                        |                                 | 2位  | 2CD（初回盤A） CD+DVD（初回盤B） CD（通常盤） |
| 1     | 2011年7月27日 《戰鬥與浪漫》                  |                                           |                                        |                                 | 2位  | 2CD（初回盤A） CD+DVD（初回盤B） CD（通常盤） |
| 1     | 2011年7月27日 《戰鬥與浪漫》                  | 百田solo歌曲                              |                                        |                                 | 2位  | 2CD（初回盤A） CD+DVD（初回盤B） CD（通常盤） |
| 1     | 2011年7月27日 《戰鬥與浪漫》                  | fall into me                              | 早見solo歌曲                           |                                 | 2位  | 2CD（初回盤A） CD+DVD（初回盤B） CD（通常盤） |
| 1     | 2011年7月27日 《戰鬥與浪漫》                  | 玉井solo歌曲                              |                                        |                                 | 2位  | 2CD（初回盤A） CD+DVD（初回盤B） CD（通常盤） |
| 1     | 2011年7月27日 《戰鬥與浪漫》                  | 佐佐木solo歌曲                            |                                        |                                 | 2位  | 2CD（初回盤A） CD+DVD（初回盤B） CD（通常盤） |
| 1     | 2011年7月27日 《戰鬥與浪漫》                  | 有安solo歌曲                              |                                        |                                 | 2位  | 2CD（初回盤A） CD+DVD（初回盤B） CD（通常盤） |
| 1     | 2011年7月27日 《戰鬥與浪漫》                  | 高城solo歌曲                              |                                        |                                 | 2位  | 2CD（初回盤A） CD+DVD（初回盤B） CD（通常盤） |
| 限 定 | 2012年4月21日 《ももクロ★オールスターズ2012》 |                                           | 百田夏菜子 with The Wild Ones名義      |                                 | -    | CD                                            |
| 限 定 | 2012年4月21日 《ももクロ★オールスターズ2012》 | 玉井solo歌曲                              |                                        |                                 | -    | CD                                            |
| 限 定 | 2012年4月21日 《ももクロ★オールスターズ2012》 | 佐佐木solo歌曲                            |                                        |                                 | -    | CD                                            |
| 限 定 | 2012年4月21日 《ももクロ★オールスターズ2012》 | 有安杏果 with 在日ファンク名義            |                                        |                                 | -    | CD                                            |
| 限 定 | 2012年4月21日 《ももクロ★オールスターズ2012》 | 高城solo歌曲                              |                                        |                                 | -    | CD                                            |
| 限 定 | 2012年4月21日 《ももクロ★オールスターズ2012》 | シングルベッドはせまいのです              | ももたまい名義（百田、。玉井合唱歌曲） |                                 | -    | CD                                            |
| 限 定 | 2012年4月21日 《ももクロ★オールスターズ2012》 | 名義（有安、高城合唱歌曲）                |                                        |                                 | -    | CD                                            |
| 2     | 2013年4月10日 《5TH DIMENSION》               | Neo STARGATE                              |                                        | 音樂影片 （页面存档备份，存于） | 1位  | 2CD（初回盤A） CD+DVD（初回盤B） CD（通常盤） |
| 2     | 2013年4月10日 《5TH DIMENSION》               | 富士電視台「週六鬧鐘新聞」4月～10月主題曲 |                                        |                                 | 1位  | 2CD（初回盤A） CD+DVD（初回盤B） CD（通常盤） |
| 2     | 2013年4月10日 《5TH DIMENSION》               | 5 The POWER                               |                                        |                                 | 1位  | 2CD（初回盤A） CD+DVD（初回盤B） CD（通常盤） |
| 2     | 2013年4月10日 《5TH DIMENSION》               |                                           |                                        |                                 | 1位  | 2CD（初回盤A） CD+DVD（初回盤B） CD（通常盤） |
| 2     | 2013年4月10日 《5TH DIMENSION》               |                                           |                                        |                                 | 1位  | 2CD（初回盤A） CD+DVD（初回盤B） CD（通常盤） |
| 2     | 2013年4月10日 《5TH DIMENSION》               | BIRTH Ø BIRTH                             |                                        | 音樂影片 （页面存档备份，存于） | 1位  | 2CD（初回盤A） CD+DVD（初回盤B） CD（通常盤） |
| 2     | 2013年4月10日 《5TH DIMENSION》               | 上球物語 -Carpe diem-                     | WALKING WITH DINOSAURS主題曲           |                                 | 1位  | 2CD（初回盤A） CD+DVD（初回盤B） CD（通常盤） |
| 2     | 2013年4月10日 《5TH DIMENSION》               |                                           |                                        |                                 | 1位  | 2CD（初回盤A） CD+DVD（初回盤B） CD（通常盤） |
| 2     | 2013年4月10日 《5TH DIMENSION》               |                                           |                                        |                                 | 1位  | 2CD（初回盤A） CD+DVD（初回盤B） CD（通常盤） |
| 3     | 2016年2月17日 《AMARANTHUS》                  | embryo -prologue-                         |                                        |                                 | 2位  | CD+Blu-ray（初回盤） CD（通常盤）             |
| 3     | 2016年2月17日 《AMARANTHUS》                  | WE ARE BORN                               |                                        | 音樂影片 （页面存档备份，存于） | 2位  | CD+Blu-ray（初回盤） CD（通常盤）             |
| 3     | 2016年2月17日 《AMARANTHUS》                  |                                           |                                        |                                 | 2位  | CD+Blu-ray（初回盤） CD（通常盤）             |
| 3     | 2016年2月17日 《AMARANTHUS》                  |                                           |                                        |                                 | 2位  | CD+Blu-ray（初回盤） CD（通常盤）             |
| 3     | 2016年2月17日 《AMARANTHUS》                  |                                           |                                        |                                 | 2位  | CD+Blu-ray（初回盤） CD（通常盤）             |
| 3     | 2016年2月17日 《AMARANTHUS》                  |                                           |                                        |                                 | 2位  | CD+Blu-ray（初回盤） CD（通常盤）             |
| 3     | 2016年2月17日 《AMARANTHUS》                  |                                           |                                        |                                 | 2位  | CD+Blu-ray（初回盤） CD（通常盤）             |
| 3     | 2016年2月17日 《AMARANTHUS》                  |                                           |                                        |                                 | 2位  | CD+Blu-ray（初回盤） CD（通常盤）             |
| 3     | 2016年2月17日 《AMARANTHUS》                  |                                           |                                        |                                 | 2位  | CD+Blu-ray（初回盤） CD（通常盤）             |
| 3     | 2016年2月17日 《AMARANTHUS》                  | Guns N' Diamond                           |                                        |                                 | 2位  | CD+Blu-ray（初回盤） CD（通常盤）             |
| 3     | 2016年2月17日 《AMARANTHUS》                  | バイバイでさようなら                      |                                        |                                 | 2位  | CD+Blu-ray（初回盤） CD（通常盤）             |
| 3     | 2016年2月17日 《AMARANTHUS》                  | HAPPY Re:BIRTHDAY                         |                                        |                                 | 2位  | CD+Blu-ray（初回盤） CD（通常盤）             |
| 4     | 2016年2月17日 《白金の夜明け》                |                                           |                                        |                                 | 1位  | CD+Blu-ray（初回盤） CD（通常盤）             |
| 4     | 2016年2月17日 《白金の夜明け》                |                                           |                                        |                                 | 1位  | CD+Blu-ray（初回盤） CD（通常盤）             |
| 4     | 2016年2月17日 《白金の夜明け》                | 音樂影片 （页面存档备份，存于）           |                                        |                                 | 1位  | CD+Blu-ray（初回盤） CD（通常盤）             |
| 4     | 2016年2月17日 《白金の夜明け》                | 音樂影片 （页面存档备份，存于）           |                                        |                                 | 1位  | CD+Blu-ray（初回盤） CD（通常盤）             |
| 4     | 2016年2月17日 《白金の夜明け》                |                                           |                                        |                                 | 1位  | CD+Blu-ray（初回盤） CD（通常盤）             |
| 4     | 2016年2月17日 《白金の夜明け》                |                                           |                                        |                                 | 1位  | CD+Blu-ray（初回盤） CD（通常盤）             |
| 4     | 2016年2月17日 《白金の夜明け》                |                                           |                                        |                                 | 1位  | CD+Blu-ray（初回盤） CD（通常盤）             |
| 4     | 2016年2月17日 《白金の夜明け》                |                                           |                                        |                                 | 1位  | CD+Blu-ray（初回盤） CD（通常盤）             |
| 4     | 2016年2月17日 《白金の夜明け》                |                                           |                                        |                                 | 1位  | CD+Blu-ray（初回盤） CD（通常盤）             |
| 4     | 2016年2月17日 《白金の夜明け》                |                                           |                                        |                                 | 1位  | CD+Blu-ray（初回盤） CD（通常盤）             |
| 4     | 2016年2月17日 《白金の夜明け》                |                                           |                                        |                                 | 1位  | CD+Blu-ray（初回盤） CD（通常盤）             |
| 5     | 2019年5月17日 《MOMOIRO CLOVER Z》            |                                           |                                        | 音樂影片 （页面存档备份，存于） |      |                                               |
| 5     | 2019年5月17日 《MOMOIRO CLOVER Z》            | 音樂影片 （页面存档备份，存于）           |                                        |                                 |      |                                               |
| 5     | 2019年5月17日 《MOMOIRO CLOVER Z》            | 音樂影片 （页面存档备份，存于）           |                                        |                                 |      |                                               |
| 5     | 2019年5月17日 《MOMOIRO CLOVER Z》            |                                           | 翻唱曲                                 | 音樂影片 （页面存档备份，存于） |      |                                               |
| 5     | 2019年5月17日 《MOMOIRO CLOVER Z》            | 音樂影片 （页面存档备份，存于）           |                                        |                                 |      |                                               |
| 5     | 2019年5月17日 《MOMOIRO CLOVER Z》            | 音樂影片 （页面存档备份，存于）           |                                        |                                 |      |                                               |
| 5     | 2019年5月17日 《MOMOIRO CLOVER Z》            | 音樂影片 （页面存档备份，存于）           |                                        |                                 |      |                                               |
| 5     | 2019年5月17日 《MOMOIRO CLOVER Z》            | 音樂影片 （页面存档备份，存于）           |                                        |                                 |      |                                               |
| 5     | 2019年5月17日 《MOMOIRO CLOVER Z》            | 音樂影片 （页面存档备份，存于）           |                                        |                                 |      |                                               |
| 5     | 2019年5月17日 《MOMOIRO CLOVER Z》            | 音樂影片                                  |                                        |                                 |      |                                               |
| 5     | 2019年5月17日 《MOMOIRO CLOVER Z》            | 音樂影片 （页面存档备份，存于）           |                                        |                                 |      |                                               |
| 5     | 2019年5月17日 《MOMOIRO CLOVER Z》            | 音樂影片 （页面存档备份，存于）           |                                        |                                 |      |                                               |
| 5     | 2019年5月17日 《MOMOIRO CLOVER Z》            |                                           | 翻唱曲                                 | 音樂影片 （页面存档备份，存于） |      |                                               |
| 5     | 2019年5月17日 《MOMOIRO CLOVER Z》            |                                           |                                        |                                 |      |                                               |

### 精選輯
| # | 專輯資料                                                            | 專輯收錄新曲 | 備註             | 官方MV   | 順位 | 銷售版本                          |
| - | ------------------------------------------------------------------- | ------------ | ---------------- | -------- | ---- | --------------------------------- |
| 1 | 2018年5月23日 《MOMOIRO CLOVER Z BEST ALBUM「桃も十、番茶も出花」》 |              | 出道10週年紀念曲 | 音樂影片 | 1位  | CD+Blu-ray（初回盤） CD（通常盤） |
| 1 | 2018年5月23日 《MOMOIRO CLOVER Z BEST ALBUM「桃も十、番茶も出花」》 |              |                  |          | 1位  | CD+Blu-ray（初回盤） CD（通常盤） |
| 1 | 2018年5月23日 《MOMOIRO CLOVER Z BEST ALBUM「桃も十、番茶も出花」》 |              |                  |          | 1位  | CD+Blu-ray（初回盤） CD（通常盤） |

### 演唱會DVD、Blu-ray
| No | 發行日期       | 名稱 | DVD順位              | Blu-ray順位 |
| -- | -------------- | ---- | -------------------- | ----------- |
| 1  | 2011年3月23日  |      | 26位                 | 6位         |
| 2  | 2011年8月24日  |      | 14位 （音樂部門2位） | 4位         |
| 3  | 2011年12月21日 |      | 19位 （音楽部門9位） | 2位         |
| 4  | 2012年3月7日   |      | 4位 （音樂部門4位）  | -           |
| 5  | 2012年3月7日   |      | 3位 （音樂部門3位）  | -           |
| 6  | 2012年4月11日  |      | 2位 （音樂部門2位）  | 1位         |
| 7  | 2012年9月5日   |      | 4位 （音樂部門3位）  | 3位         |
| 8  | 2012年9月5日   |      | 3位 （音樂部門2位）  | 2位         |
| 9  | 2012年12月24日 |      | 9位 （音樂部門6位）  | 3位         |
| 10 | 2013年1月23日  |      | 8位 （音樂部門2位）  | 3位         |
| 11 | 2013年2月27日  |      | 4位 （音樂部門4位）  | 3位         |
| 12 | 2013年2月27日  |      | 3位 （音楽部門3位）  | 2位         |
| 13 | 2013年5月29日  |      | 2位 （音樂部門2位）  | 3位         |
| 14 | 2013年5月29日  |      | 1位 （音樂部門1位）  | 2位         |
| 15 | 2013年7月24日  |      | 7位 （音樂部門2位）  | 6位         |
| 16 | 2013年9月25日  |      | 6位 （音樂部門2位）  | 3位         |
| 17 | 2013年9月25日  |      | 7位 （音樂部門3位）  | 4位         |
| 18 | 2013年11月27日 |      | 18位 （音樂部門8位） | 9位         |
| 19 | 2014年1月29日  |      | 4位 （音樂部門4位）  | 2位         |
| 20 | 2014年3月26日  |      | 3位 （音樂部門1位）  | 2位         |
| 21 | 2014年6月25日  |      | 3位 （音樂部門2位）  | 3位         |
| 22 | 2014年10月8日  |      | 1位 （音樂部門1位）  | 2位         |
| 23 | 2014年10月8日  |      | 2位 （音樂部門2位）  | 3位         |
| 24 | 2014年11月26日 |      | 13位 （音樂部門7位） | 3位         |
| 25 | 2014年11月26日 |      | 12位 （音樂部門6位） | 2位         |
| 26 | 2015年2月25日  |      | 6位 （音樂部門3位）  | 2位         |
| 27 | 2015年2月25日  |      | 7位 （音樂部門4位）  | 3位         |
| 28 | 2015年6月24日  |      | 2位 （音樂部門2位）  | 3位         |
| 29 | 2015年6月24日  |      | 1位 （音樂部門1位）  | 2位         |
| 30 | 2015年9月2日   |      | 3位 （音樂部門1位）  | 4位         |
| 31 | 2015年11月25日 |      | 2位 （音樂部門2位）  | 1位         |
| 32 | 2015年11月25日 |      | 3位 （音樂部門3位）  | 2位         |
| 33 | 2016年5月11日  |      | 3位 （音樂部門3位）  | 3位         |
| 34 | 2016年6月29日  |      | -                    | -           |

## 獎項

### 大型頒獎禮獎項
| 年份 | 獎項 |
| ---- | --- |
| 2012 | - 第75届日剧學院獎 - 最佳歌曲獎《》 - 第4届CD店铺大赏 - 大賞《Battle and Romance》                                   |
| 2013 | - MTV日本音樂錄影帶大獎 - 最佳編舞獎(Saraba, Itoshiki Kanashimitachiyo) - MTV Europe Music Awards - 日本區最佳藝人獎 |

## 演唱會
|                                              | 日程                                                                                   | 名稱 | 會場 | 合共動員         |
| -------------------------------------------- | -------------------------------------------------------------------------------------- | --- | --- | ---------------- |
| 2010年                                       | 12月24日                                                                               | | 日本青年館 | 合共動員1360人   |
| 2011年                                       | 4月10日                                                                                | | 中野サンプラザ | 合共動員2222人   |
| 2011年                                       | 5月10日                                                                                | | 仙台Zepp | 合共動員1567人   |
| 2011年                                       | 5月20日 - 7月3日                                                                       | | 名古屋・札幌・大阪・福岡・東京Zepp | 合共動員8500人   |
| 2011年                                       | 8月20日                                                                                | | 讀賣樂園 | 合共動員1500人   |
| 2011年                                       | 10月30日                                                                               | | Shibuya O-EAST | 合共動員1300人   |
| 2011年                                       | 11月6日                                                                                | | 品川ステラボール | 合共動員1800人   |
| 2011年                                       | 1月12日 - 12月17日                                                                     | | 橫濱BLITZ、仙台・福岡・東京・札幌・大阪・名古屋Zepp                                                                                         | 合共動員8500人   |
| 2011年                                       | 12月25日                                                                               | | 埼玉超級體育館 | 合共動員3.7萬人  |
| 2012年                                       | 4月21日、22日                                                                          | | 橫濱體育館 | 合共動員3.4萬人  |
| 2012年                                       | 5月5日                                                                                 | | 戶田市文化會館 | 合共動員4000人   |
| 2012年                                       | 8月5日                                                                                 | | 西武巨蛋 | 合共動員3.6萬人  |
| 2012年                                       | 10月5日                                                                                | | 日本武道館 | 合共動員5000人   |
| 2012年                                       | 11月5日                                                                                | | 日本武道館 | 合共動員5000人   |
| 2012年                                       | 12月24日、25日                                                                         | | 埼玉超級體育館 | 合共動員7.4萬人  |
| 2013年                                       | 3月12日 - 31日                                                                         | | 大阪城ホール、名古屋市綜合體育館、北海道立綜合體育館                                                                                        | 合共動員4.4萬人  |
| 2013年                                       | 4月13日、14日                                                                          | | 西武巨蛋 | 合共動員7萬人    |
| 2013年                                       | 5月5日                                                                                 | | 東武動物公園 | ---              |
| 2013年                                       | 5月27 - 29日                                                                           | | 橫濱體育館 | 合共動員3.4萬人  |
| 2013年                                       | 8月4日                                                                                 | | 橫濱國際綜合競技場（日產體育場） | 合共動員14.4萬人 |
| 2013年                                       | 9月28日 - 11月22日                                                                     | | 和歌山、長野、福岡、岡山、愛媛、大分、徳島、宮城                                                                                            | ---              |
| 2013年                                       | 12月23日                                                                               | | 西武巨蛋 | 合共動員3.5萬人  |
| 2014年                                       | 3月15、16日                                                                            | | 國立霞丘陸上競技場 | 合共動員13萬人   |
| 2014年                                       | 4月25 - 27日                                                                           | | 西武巨蛋 | 合共動員10.5萬人 |
| 2014年                                       | 7月26、27日                                                                            | | 橫濱國際綜合競技場（日產體育場） | 合共動員14.4萬人 |
| 2014年                                       | 11月24日                                                                               | | 大阪城ホール | 合共動員1.6萬人  |
| 2014年                                       | 12月24、25日                                                                           | | 埼玉超級體育館 | 合共動員4.5萬人  |
| 2015年                                       | 7月31日，8月11日                                                                       | | 靜岡縣小笠山綜合運動公園體育場 | 合共動員8.2萬人  |
| 2015年                                       | 10月31日                                                                               | | 太宰府 | 合共動員2.2萬人  |
| 2015年                                       | 12月23、24、25日                                                                       | | 軽井沢スノーパーク | 合共動員2.1萬人  |
| 2016年                                       |                                                                                        | | |                  |
| 2月20日-4月3日                               |                                                                                        | 福岡巨蛋、札幌巨蛋、名古屋巨蛋、大阪巨蛋、西武巨蛋 | 合共動員25.6萬人 |                  |
| 8月13日-8月14日                              |                                                                                        | 橫濱國際綜合競技場 | 合共動員11.5萬人 |                  |
| 12月23日-12月24日                            |                                                                                        | 幕張メッセ | 合共動員6萬人 |                  |
| 2017年                                       | 4月8日-4月9日                                                                          | ももクロ春の一大事2017 in 富士見市 〜笑顔のチカラ つなげるオモイ〜 | 埼玉県富士見市第2運動公園 | 合共動員4.5萬人  |
| 2017年                                       | 8月5日-8月6日                                                                          | | 東京體育場 | 合共動員10萬人   |
| 2017年                                       | 12月13日，12月20日                                                                     | | 大阪城音樂廳、埼玉超級競技場 | 合共動員4.6萬人  |
| 2018年                                       | 1月21日                                                                                | 有安杏果畢業演唱會 ももいろクローバーZ 2018 OPENING ～新しい青空へ～ | 幕張展覽館 | 合共動員3萬人    |
| 2018年                                       | 2月8、9日                                                                              | 日本廣播Momoiro Clover Z Momokuro俱樂部xoxo〜情人節之夜2018 | 橫濱競技場 | 合共動員2.4萬人  |
| 2018年                                       | 4月21日-4月22日                                                                        | ももクロ 春の一大事 2018 in 東近江市 〜笑顔のチカラ つなげるオモイ〜 | 布引運動公園陸上競技場 | 合共動員3萬人    |
| 2018年                                       | 5月22、23日                                                                            | | 東京巨蛋 | 合共動員8.4萬人  |
| 2018年                                       | 8月4日、5日                                                                            | | 千葉海洋球場 | 合共動員6萬人    |
| 2018年                                       | 12月24、25日                                                                           | | 埼玉超級競技場 | 合共動員3.5萬人  |
| 2019年                                       |                                                                                        | | |                  |
| 2月9、10日                                   | 日本廣播Momoiro Clover Z Momokuro俱樂部xoxo〜情人節之夜2019                            | 橫濱競技場 | 合共動員2.4萬人 |                  |
| 4月20、21日                                  | ももクロ 春の一大事 2019 in 黒部市 ～笑顔のチカラ つなげるオモイ～                     | 富山縣黑部市宮野體育公園 | 合共動員3萬人 |                  |
| 8月3、4日                                    |                                                                                        | 西武巨蛋 | 合共動員6.6萬人 |                  |
| 10月22日                                     | 桃草男祭2019 In 大阪城音樂廳                                                           | 大阪城音樂廳 | 合共動員1.6萬人 |                  |
| 12月17、24、25日                             |                                                                                        | 大阪城音樂廳、埼玉超級競技場 | 合共動員4.6萬人 |                  |
| 2020年                                       |                                                                                        | | |                  |
| 2月8、9日                                    | 日本廣播Momoiro Clover Z Momokuro俱樂部xoxo〜情人節之夜2020                            | 橫濱競技場 | 合共動員2.4萬人 |                  |
| 6月25日                                      | ももいろクローバーZ Behind closed doors『2020 次が始まり』(網演)                       | --- | 690個購買用戶(動員約1000人) |                  |
| 8月2日                                       | ももクロ夏のバカ騒ぎ2020 配信先からこんにちは(網演)                                    | --- | --- |                  |
| 11月7日                                      | ANGEL EYES會員限定生配信番組 「ももクロチャンピオンカーニバル2020 」(網演)             | --- | --- |                  |
| 11月29日                                     | ももクロとPLAY!點唱遊玩音樂會(網演)                                                    | --- | --- |                  |
| 2021年                                       |                                                                                        | | |                  |
| 4月3，4日                                    | 日本廣播Momoiro Clover Z Momokuro俱樂部xoxo〜情人節之夜2021                            | 橫濱競技場 | 合共動員1.6萬人2019冠狀病毒病疫情影響而進行人流管制(五成以下入座)                                                                           |                  |
| 9月19日                                      | ももクロ(The LIVE ～諦めない夏～ in ABEMA 網演)                                        | --- | --- |                  |
| 2021年10月2-4，27日，11月12日，2022年1月15日 | ももクロLIVE[origin]2021-2022 11場巡迴公演                                             | 明治座，北海道，兵庫，秋田 | 合共動員2萬人2019冠狀病毒病疫情影響而進行人流管制(五成入座)                                                                                 |                  |
| 12月7-8日                                    | ももいろクリスマス2021 ～さいたまスーパーアリーナ大会～                                | 埼玉超級競技場 | 預計合共動員2.2萬人2019冠狀病毒病疫情影響而進行人流管制(五成入座)                                                                           |                  |
| 2022年                                       |                                                                                        | | |                  |
| 2021年10月2-4，27日，11月12日，2022年1月15日 | ももクロLIVE[origin]2021-2022 11場巡迴公演                                             | 明治座，北海道，兵庫，秋田 | 合共動員2萬人2019冠狀病毒病疫情影響而進行人流管制(五成入座)                                                                                 |                  |
| 2022年1月23日                                | ももクロ13年結成紀念演唱會2021 [AE會員限定演唱會］                                     | 幕張展覽館 | 預計合共動員2000人，因應2019冠狀病毒病疫情嚴重影響，官方由原本1-3廳2.2萬座席縮減至3廳2000座席，並可選擇退還門票費用或改為網上現場直播觀看。 |                  |
| 2022年2月12-13日                             | 日本廣播Momoiro Clover Z Momokuro俱樂部xoxo〜情人節之夜2022                            | 埼玉超級競技場 | 預計合共動員2.2萬人2019冠狀病毒病疫情影響而進行人流管制(五成入座)                                                                           |                  |
| 2022年4月23-24日                             | ももクロ春の一大事2022 〜笑顔のチカラつなげるオモイ in 楢葉・広野・浪江 三町合同大会〜 | J-VILLAGE | 預計合共動員1.6萬人2019冠狀病毒病疫情影響而進行人流管制(五成入座)                                                                           |                  |
| 2022年5月1日-6月27日                         | MOMOIRO CLOVER Z 6th ALBUM TOUR “祝典” 縣巡演唱會                                      | 21場 ［大阪・フェスティバルホール、東京・日本武道館、名古屋・センチュリーホール，静岡県裾野市、青森県南部町、宮城県涌谷町、岡山県津山市、愛媛県今治市、兵庫県香美町、大阪府守口市、愛知県西尾市、栃木県佐野市 福岡県 岩手県 ］ | 合共動員7.2萬人 |                  |
| 2022年7月30-31日                             | ももクロ夏のバカ騒ぎ2022 -MOMO FEST-                                                   | 西武巨蛋 | 合共動員6.2萬人 |                  |
| 2022年11月19-20日                            | ももクロ GTO2012-2022 AE會員限定演唱會                                                 | 幕張展覽館 (幕張イベントホール) | 兩天各分上下午兩場，四場合共動員3.6萬人 |                  |
| 12月24-25日                                  | ももいろクリスマス2022～LOVE [桃色聖誕節～LOVE演唱會2022]                              | 埼玉超級競技場 | 預計合共動員3.5萬人 |                  |
| 2023年                                       |                                                                                        | | |                  |
| 2月11，12日                                  | 日本廣播Momoiro Clover Z Momokuro俱樂部xoxo〜情人節之夜2023                            | 橫濱競技場 | 合共動員2.4萬人 |                  |
| 4月23-24日                                   | ももクロ春の一大事2023                                                                 | 福山市竹ヶ端運動公園陸上競技場 | 預計合共動員3.2萬人 |                  |
| 5月16-17日                                   | ももいろクローバーZ 15th Anniversary Concert～代々木無限大記念日                       | 國立代代木競技場 | 預計合共動員2.6萬人 [17號場次設收費網上直播]                                                                                                |                  |
| 7月16日-10月15日                             | MOMOIRO CLOVER Z 15th Anniversary Tour「QUEEN OF STAGE」                               | 預計合共12場：神戶國際會館(1場)、名古屋日本特殊陶業市民會館(1場)、北九州ソレイユホール(1場)、福山リーデンローズ(1場)、名取市文化會館(1場)、新潟テルサ(1場)、大阪府立國際會議場(2場)、武藏野之森綜合體育廣場(主場館)(4場)       | 預計合共動員7.5萬人 |                  |
| 11月2-3日                                    | ももクロ ANGEL EYES限定演唱會2023                                                      | 東京體育館 | 反應熱烈，未開售前宣布11月3日晚上加開一場，兩日合共三場，預計合共動員2.8萬人。                                                              |                  |
| 12月23-24日                                  | ももいろクリスマス2023 PLAYERS [桃色聖誕節～PLAYERS演唱會2023]                         | 埼玉超級競技場 | 預計合共動員3.5萬人 |                  |
| 2024年                                       |                                                                                        | | |                  |
| 2月10，11日                                  | 日本廣播Momoiro Clover Z Momokuro俱樂部xoxo〜情人節之夜2024                            | 橫濱競技場 | 合共動員2.4萬人 |                  |
| 4月13-14日                                   | ももクロ春の一大事2024                                                                 | 亀岡運動公園 | 預計合共動員3萬人 |                  |
| 5月18日                                      | ももクロ ANGEL EYES 限定演唱會2024                                                     | 埼玉超級競技場 | 上下午合共兩場，預計合共動員3萬人 |                  |
| 12月21-22日                                  | ももいろクリスマス2024 THE 4D NIGHT [桃色聖誕節～THE 4D NIGHT演唱會2024]               | 埼玉超級競技場 | 合共動員3.5萬人 |                  |
| 2025年                                       |                                                                                        | | |                  |
| 2月8-9日                                     | 日本廣播Momoiro Clover Z Momokuro俱樂部xoxo〜情人節之夜2025                            | 橫濱競技場 | 合共動員2.4萬人 |                  |
| 4月12-13日                                   | ももクロ春の一大事2025                                                                 | 五十公野公園 | 合共動員1.5萬人 (4月13日尾場因受到強風影響取消)                                                                                             |                  |
| 8月2-3日                                     | ももクロ夏のバカ騒ぎ2025 in 横浜スタジアム                                             | 橫濱球場 | 相隔三年再次在大型體育場舉行團體單獨演唱會，兩場合共動員6.2萬人（3號尾場設網上收費直播）                                                    |                  |
| 11月1日                                      | ももクロ ANGEL EYES 限定演唱會2025[大阪站]                                             | Kobe Culture Hall | 預計合共動員2000人 |                  |
| 11月8日                                      | ももクロ ANGEL EYES 限定演唱會2025[東京站]                                             | 幕張展覽館 | 預計合共動員6000人 |                  |
| 12月20-21日                                  | ももいろクリスマス2025演唱會                                                           | 埼玉超級競技場 | 合共動員3.5萬人 |                  |
| 2026年                                       |                                                                                        | | |                  |
| 2月7-8日                                     | 日本廣播Momoiro Clover Z Momokuro俱樂部xoxo〜情人節之夜2025                            | 橫濱競技場 | 合共動員2.4萬人 |                  |

## 出演

### 電影
- 《白目怪談》（シロメ）（2010年）
- （2011年）
- 《NINIFUNI》（2012年）
- （2012年）
- 《帷幕青春》（幕が上がる）（2015年）

### 声优
- 2015年动画：龙珠Z 復活的F─天使

### 綜藝節目
粗字為放送中
電視劇
- （2013年12月23、24日、NHK綜合頻道） - 首次主演之電視劇,Twinkle5役
- 惡夢小姐SP （2014年5月2日、NTV） - 玉井詩織飾演霜月女學院學生會長，百田、高城、有安、佐佐木等人飾演霜月女學院舞蹈部部員，以本名演出

固定節目
- （2009年9月17日 - 2010年3月17日、エンタ!371）
- （2010年7月18日 - 2011年4月、エンタ!371）
- （2010年10月9日深夜 - 2011年1月22日深夜、日本テレビ）
- （2011年1月9日 - 4月10日、アニメシアターX|AT-X）
- ももクロChan〜Momoiro Clover Z Channel〜#ももいろクローバーまる裸バラエティ 別冊ももクロChan|ももいろクローバーまる裸バラエティ 別冊ももクロChan（2011年1月8日・5月5日 - 、テレ朝チャンネル）
- （2011年11月20日 - 2012年10月26日、テレ朝チャンネル）
- （2012年1月16日深夜 - 9月19日深夜、TBS）
- （2012年9月24日深夜 - 12月27日深夜、TBS）
- （2012年4月5日深夜 - 2013年3月21日深夜、NHK教育テレビジョン|Eテレ） - 各成員輪流主持
- [ももクロChan〜Momoiro Clover Z Channel〜#地上波版] 错误：{{Lang}}：无效参数：|3=（帮助）（2013年4月2日深夜 - 、テレビ朝日）

冠名節目
- （2011年5月21日深夜、朝日电视台）
- （2011年7月27日、[100%ヒッツ!スペースシャワーTVプラス] 错误：{{Lang}}：无效参数：|3=（帮助））
- （2011年11月20日）
- （2012年2月11日深夜、朝日电视台）
- （2012年3月8日）
- （2012年6月16日 - 17日） - [48]
- （2012年6月17日、関西テレビ）
- （2012年8月4日深夜、東京电视台） - 桃草成員所扮演的ウレロ☆未確認少女劇中「未確認少女隊UFI」名義之冠名節目
- （2012年8月31日）
- （2012年10月2日深夜、日本电视台） -日劇『惡夢小姐』宣傳
- （2012年11月24日）
- （2013年4月20日）
- （2013年4月20日）
- （2013年10月1日・7日）
- 」（2013年12月25日、BSスカパー!）
- （2013年12月25日）
- （2014年1月17日深夜）

### 電視播放之演唱會、直播
- （2012年6月17日、BSスカパー!）- 直播
- （2012年10月16日、テレビ埼玉） -
- （2012年3月17日、テレビ埼玉）
- （2012年12月23日、テレビ埼玉）
- （2012年12月24日、テレビ埼玉）
- （2013年1月26日、NHK BSプレミアム）
- （2013年2月2日、BSスカパー!）
- （2013年2月9日、BSスカパー!）
- （2013年4月11日、テレビ埼玉）
- （2013年4月12日、テレビ埼玉・岐阜放送・KBS京都・サンテレビ） - 直播
- （2013年5月18日深夜、NHK BSプレミアム）
- （2013年9月22日、BSフジ）
- （2013年12月21日、WOWOWライブ）
- （2013年12月21日、テレビ埼玉）
- （2013年12月23日、テレビ埼玉、千葉テレビ、岐阜放送、KBS京都、サンテレビ、BS11） - 直播
- 「  （2014年4月6日、BSスカパー!）

### 廣告
日本
- SEGA （2011年7月16日開始） - CM初出演
- [『クノール (食品ブランド)] 错误：{{Lang}}：无效参数：|3=（帮助） （2011年9月30日開始）
- 桃屋 （2012年3月16日開始）
- LOTTE （2012年4月6日開始） - 和長友佑都共演
- LOTTE （2012年6月22日開始） - 和長友佑都、澤穂希、宮間綾共演
- [『ペプシコーラ] 错误：{{Lang}}：无效参数：|3=（帮助） （2012年6月19日開始）
- LOTTE （2012年6月25日開始） - 和佐佐木希、渡邊直美共演
- Takara Tomy （2012年10月12日開始）
- 桃屋 （2012年11月9日開始）
- FamilyMart （2012年11月27日開始）
- LOTTE （2013年5月14日開始）
- FamilyMart （2013年7月30日開始）
- 百事 （2013年8月5日開始）
- （2014年3月14日開始）
- （2014年7月21日開始）
- NHN PlayArt『comico』（2014年8月1日開始）

### 雜誌連載
粗字為連載中
- UP to boy（2010年10月号 - 2011年4月号、ワニブックス）
- 月刊HMV（2011年7月号 - 2012年8月号、HMV）
- BEAUTIFUL Lady & TELEVISION|月刊B.L.T.（2011年8月号 - 、東京ニュース通信社）
- Zipper（2011年9月号 - 2012年10月号、祥伝社）
- （2010年9月 - 2012年9月、レコード新聞社）
- 月刊B.L.T.（2011年8月号 - 、東京ニュース通信社）
- 月刊少年ライバル（2012年3月号 - 、講談社） - 漫畫『ももプロZ』連載
- （2013年3月号 - 、日経BP）

### 廣播節目
- ももいろクローバーZ ももクロくらぶxoxo（2012年4月8日 - 、日本放送）

### 書籍
| 名稱                                                                                        | 發售日期、出版社                          | 國際標準書號           |
| ------------------------------------------------------------------------------------------- | ----------------------------------------- | ---------------------- |
|                                                                                             | 2011年2月14日、海王社                     | ISBN 978-4-7964-6028-6 |
| [ももクロChan〜Momoiro Clover Z Channel〜#episode.1] 错误：{{Lang}}：无效参数：\|3=（帮助） | 2011年9月29日、太田出版                   | ISBN 978-4-7783-1280-0 |
|                                                                                             | 2012年1月12日、マガジンハウス             | ISBN 978-4-8387-2381-2 |
|                                                                                             | 2012年2月6日、ぴあ                        | ISBN 978-4-8356-2084-8 |
| [ももクロChan〜Momoiro Clover Z Channel〜#episode.2] 错误：{{Lang}}：无效参数：\|3=（帮助） | 2012年4月27日、太田出版                   | ISBN 978-4-7783-1320-3 |
|                                                                                             | 2012年8月14日、ヤマハミュージックメディア | ISBN 978-4-636-89063-1 |
|                                                                                             | 2012年11月8日、早川書房                   | ISBN 978-4152093325    |
|                                                                                             | 2013年1月28日、ヤマハミュージックメディア | ISBN 978-4636895070    |
|                                                                                             | 2013年4月13日、廣済堂                     | ISBN 978-4331516997    |
|                                                                                             | 2013年4月20日、太田出版                   | ISBN 978-4778313722]   |
|                                                                                             | 2013年7月2日、ぴあ                        | ISBN 978-4-8356-2196-8 |
|                                                                                             | 2013年6月1日、ヤマハミュージックメディア  | ISBN 978-4636897319    |
|                                                                                             | 2013年6月1日、ヤマハミュージックメディア  | ISBN 978-4636897302    |
|                                                                                             | 2013年7月25日、扶桑社                     | ISBN 978-4594068387    |
|                                                                                             | 2014年4月26日、太田出版                   | ISBN 978-4778314071    |
|                                                                                             | 2014年6月18日、日経BP社                   | ISBN 978-4822275792    |

## 廣告 2018年四人體制後
改為四人體制後開始：
2018年：
```
Suzuki スズキ 汽車代言人(2017-)

Wendy's
日本[桃草十週年漢堡祭]

東京晴空塔
10周年旅遊大使
TamaHome タマホーム 20週年代言人
```

2019年：
```
Suzuki スズキ 汽車代言人(2017-)
フマキラー 兒童製藥 

美津濃
 桃色運動鞋[特別版]
大田胃散 國際代言人(2019-)
カラオケ館＆SHIDAX Momoclo手搖特飲CM

AbemaTV
代言人(2019-)
```

2020年：
```
Suzuki スズキ 汽車代言人(2017-)
大田胃散 國際代言人(2019-)
ウエルシア薬局 
グランドプリンスホテル新高輪洒店{2020}

AbemaTV
代言人(2019-)

西武巨蛋
埼玉西武獅
運動代言
Sophistance 桃草五色精華液(2020-2021)
```

2021年：
```
Suzuki スズキ 汽車代言人(2017-)

AbemaTV
代言人(2019-)
大田胃散 國際代言人(2019-)
Sophistance 桃草五色精華液(2020-2021)
グランドプリンスホテル新高輪洒店{2021}
日本桃太郎地鐡[任天堂遊戲]｛2021}
```

2022年：
```
Suzuki スズキ 汽車代言人(2017-)

AbemaTV
代言人(2019-)
大田胃散 國際代言人(2019-)
賽馬娘手遊 
高城蕾妮
個人CM[2022]
モーリーファンタジー[2022]
Sophistance 品牌代言人[2022-]
```

2023年：
```
Suzuki スズキ 汽車代言人(2017-)
大田胃散 國際代言人(2019-)

AbemaTV
代言人(2019-)
Sophistance 品牌代言人(2022-)
東急ホテルズさん 酒店代言人(2023年)
Bigecho 桃草十五週年合作活動 (2023年)
楽天トラベル 旅遊CM友情遍 (2023年)
ウエルシア薬局 15週年合作活動(2023年)
```

## 備註

### 出典
1. ↑  . 百田夏菜子オフィシャルブログ.   [2012-02-07]. （原始内容存档于2011-12-04）.
2. ↑  . 明報. 2013-12-24. （原始内容存档于2015-06-19）.
3. ↑  . 明報. 2014-03-17  [2014-04-05]. （原始内容存档于2014-04-07）.
4. ↑  . 星島日報. 2014-03-17  [2014-04-06]. （原始内容存档于2014-04-07）.
5. ↑  . 自由時報. 2012-12-24  [2014-04-05]. （原始内容存档于2013-12-05）.
6. ↑  .   [2016-03-14]. （原始内容存档于2016-03-15）.
7. ↑  遠藤富泰. . Aニュース.   [2012-01-24]. （原始内容存档于2011-11-29）.
8. ↑  . 2008-10-31  [2016-11-22]. （原始内容存档于2016-10-25）.
9. ↑  . 2010-05-05  [2014-04-05]. （原始内容存档于2013-12-27）.
10. 1 2 3 4 5  . 金牌大風.   [2014-04-05]. （原始内容存档于2015-01-13）.
11. ↑  . 國王唱片. 2016-03-13  [2016-07-18]. （原始内容存档于2017-03-07）.
12. ↑  . 國王唱片. 2016-03-13  [2016-07-18]. （原始内容存档于2017-03-08）.
13. ↑  .   [2013-04-09]. （原始内容存档于2012-07-20）.
14. ↑  .   [2010-07-02]. （原始内容存档于2014-04-07）. 网址－维基内链冲突 (帮助)
15. ↑  .   [2013-08-30]. （原始内容存档于2013-12-26）.
16. ↑  .   [2013-08-30]. （原始内容存档于2013-06-25） （日语）.
17. ↑  .   [2014-03-14]. （原始内容存档于2014-08-24） （日语）.
18. ↑  .   [2011-09-12]. （原始内容存档于2012-03-13）.
19. ↑  .   [2013-12-25]. （原始内容存档于2013-12-27） （日语）.
20. ↑  .   [2013-08-30]. （原始内容存档于2013-10-06） （日语）.
21. ↑  .   [2013-08-30]. （原始内容存档于2013-12-15） （日语）.
22. ↑  .   [2013-12-16]. （原始内容存档于2013-12-16） （日语）.
23. ↑  .   [2013-12-25]. （原始内容存档于2013-12-27） （日语）.
24. ↑  .   [2013-12-16]. （原始内容存档于2013-12-16） （日语）.
25. ↑  .   [2013-08-30]. （原始内容存档于2013-08-31）.
26. ↑  https://archive.today/20130413121437/gyao.yahoo.co.jp/vmaj2013/
27. ↑  .   [2013-12-16]. （原始内容存档于2013-12-16）.
28. ↑  . ナタリー.   [2013年12月23日]. （原始内容存档于2013年12月24日） （日语）.
29. ↑  .   [2014-03-06]. （原始内容存档于2014-02-19） （日语）.
30. ↑  .   [2014-03-06]. （原始内容存档于2014-03-06） （日语）.
31. ↑  .   [2014-03-13]. （原始内容存档于2014-03-07） （日语）.
32. ↑  . （原始内容存档于2014-03-05） （日语）.
33. ↑  .   [2014-04-05]. （原始内容存档于2014-04-07）.
34. ↑  .   [2014-03-15]. （原始内容存档于2014-03-15） （日语）.
35. ↑  .   [2014-06-08]. （原始内容存档于2014-07-26） （日语）.
36. ↑  .   [2014-04-05]. （原始内容存档于2014-04-07） （日语）.
37. ↑  . （原始内容存档于2014-07-14）.
38. ↑  .   [2014-08-12]. （原始内容存档于2014-08-12）.
39. ↑  .   [2014-08-12]. （原始内容存档于2014-08-12）.
40. ↑  . モデルプレス.   [2015-01-01]. （原始内容存档于2015-01-01）.
41. ↑  . 高城れにオフィシャルブログ.   [2015-01-01]. （原始内容存档于2014-12-02）.
42. ↑  .   [2014年12月31日]. （原始内容存档于2015年1月7日）.
43. ↑  . サンスポ. 2015-07-14  [2015-07-14]. （原始内容存档于2015-07-14）.
44. ↑  . 朝日新聞デジタル (朝日新聞社). 2015-10-14  [2015-10-14]. （原始内容存档于2015-10-16）.
45. ↑  . RBB TODAY (株式会社イード). 2015-10-15  [2015-10-15]. （原始内容存档于2015-10-16）.
46. ↑  . 週末ヒロイン ももいろクローバーZ オフィシャルサイト. 2015-10-14  [2015-10-15]. （原始内容存档于2015-10-17）.
47. ↑  . 日テレNEWS24.   [2012-04-18]. （原始内容存档于2012-10-12） （日语）.
48. ↑   (PDF). スカパーJSAT株式会社. 2012年9月27日  [2013年4月20日]. （原始内容存档 (PDF)于2013年12月16日） （日语）.

## 外部連結
- YouTube上的桃色幸運草Z頻道（新）
- YouTube上的桃色幸運草Z頻道（舊）
- 桃色幸運草Z 官方網站 （页面存档备份，存于） （日語）
- 桃色幸運草Z 官方網站 （页面存档备份，存于） （英文）
- 桃色幸運草Z官方Facebook粉絲團 （页面存档备份，存于）
- Ustream 官方頻道 （页面存档备份，存于）
- 桃色幸運草Z（官方）的X（前Twitter）
- 桃色幸運草Z（官方演唱會情報）的X（前Twitter）
- 桃色幸運草Z（國王唱片）的X（前Twitter）